# 도끼 (가수)
도끼(Dok2, 본명: 이준경 (李俊京), 1990년 3월 28일 ~ )는 대한민국의 래퍼이다. 2008년 4월부터 솔로로 활동한 도끼는 드렁큰 타이거를 비롯한 여러 아티스트들의 음반에 참여하였고, "최연소 프로듀서"란 타이틀과 활발한 피처링 활동을 하였다. 같은 해 첫 믹스테잎 Thunderground Mixtape Vol.1을 발매 후, 갑 엔터테인먼트와 계약을 해지하였다. 이후 독립 레이블을 만들어 활동하기도 하였으나, 2009년에 맵더소울에 합류하여 첫 EP 음반 Thunderground EP를 발매하였다. 그러나 2010년, 맵더소울이 울림엔터테인먼트와 합병하면서 크루로 남게 되자, 독립적으로 Thunderground Mixtape Vol.2를 비롯, 2장의 믹스테잎, 각각 한 장의 EP 음반과 싱글 음반을 발매하였다.
2011년 1월 1일, 더 콰이엇과 함께 일리네어 레코즈를 설립하였고, 같은 해 첫 정규 음반, Hustle Real Hard를 발매한 뒤, 다수의 음반 발매 및 피처링으로 참여하였다. 2014년, 일리네어 레코즈의 컴필레이션 음반 11:11을 발매하였으며, Mnet 《Show Me The Money 3》에 프로듀서로 출연을 시작으로 방송을 통해 대중적으로도 큰 인지도를 얻었다. 2015년, 정규 2집 Multillionaire를 발매하였고 이듬해 10월, 더 콰이엇과 하위 레이블인 앰비션 뮤직을 설립하여, 2017년에 Reborn을 발매하였다.
2020년 일리네어 레코즈를 탈퇴하고, 미국의 래퍼 타이가의 레이블인 Last Kings Records에 영입되었다.
현재 808 HI Recordings를 설립하여 운영중이다.

## 학력
- Seoul American School (중퇴)
- 영덕초등학교 (졸업)

## 논란

### 보석 대금 미납 논란
2019년 10월, 미국 보석 업체가 서울남부지방법원에 도끼의 소속사 일리네어 레코즈로 물품 대금 청구의 소를 제기한 사실이 알려졌다. 업체측 주장에 따르면 도끼가 2억 원이 넘는 보석류를 가져간 뒤, 일부 금액을 갚지 않았는데 도끼는 지난해 11월과 12월, 올해 4월과 5월에 일부 금액만 갚는 데 그쳐, 외상값이 아직 약 4000만 원이 남았다고 주장했다. 업체 측은 도끼가 지난 8월부터 연락을 피하자 서울남부지방법원에 소송을 제기했다는 것.
도끼는 업체측이 독촉을 하자 자신의 통장에 6원밖에 없다며 자신은 돈처리를 하지 않으니 회사에 문의하라고 대응했다.
일리네어 측에서도 반론을 내놓았다. 일리네어 측의 주장에서 새로운 사실이 밝혀졌는데, 도끼는 지난해 11월부터 대표직과 지분을 정리하기 시작하여 현재는 일리네어 레코즈 대표는 아니라고 한다. 그 후 미국으로 건너가 활동하고 있었으며, 그 과정에서 도끼는 일리네어의 소유주가 아닌 소속 아티스트가 되었고. 재산 또한 일리네어 레코즈가 관리하게 되었으며, 만약 한국에서의 수입을 이용해 미국에서의 빚을 갚으면 횡령행위로 한국 법을 위반하게 되므로, 미국 수익 정산 이후까지 변제를 미룰 수밖에 없었다고 한다. 이후 미국 수입이 생긴 도끼는 변제를 시작하였지만 도끼 측 미국 법률 대리인이 귀금속을 제공해준 회사가 캘리포니아 주의 법을 어긴 변제 요구라는 정황이 드러났고, 어떠한 불법 행위에 연관되지도 않으려고 도끼 측에서 정확한 변제액이 담긴 영수증을 요구했으나, 그를 무시하며 11월 6일 일리네어 레코즈를 향해 채무 관련 소송을 제기했다고 한다.
논란이 커지자 도끼는 해당 보석류는 구매한 것이 아니라 홍보를 대가로 협찬받은 것이라고 해명했다. 그러자 보석 업체 측에서 도끼와 주고받은 메신저 대화 내용을 공개하며 협찬 주장을 반박했는데, 도끼가 명백히 구매 의사를 밝힌 것과 대금 지불 방식에 대한 논의까지 주고 받은 것으로 밝혀졌다. 이에 대해 도끼는 일부 보석은 구매한 것이 맞지만 나머지는 협찬받은 것이라고 다시 해명했다.
12월 6일 앞서 소송뿐 아니라 명예 훼손 혐의로 추가 고소를 당했다. 여기에 더 콰이엇까지 같이 고소당했다.
해를 넘겨 결국 2020년 2월 24일, 쥬얼리 회사 측이 승소했다. 법원은 2월 28일까지 도끼에게 미납된 대금을 지불하도록 명령했고 이에 도끼 측은 항소를 진행했다.
몇 달 후인 주얼리 샵이 도끼 전 소속사 일리네어에 건 소송이 7월 22일 판결선고기일에서, 도끼 전 소속사 측이 승소했다. 재판부는 선고에서 원고의 청구를 기각한다. 소송 비용은 원고가 부담한다" 라고 짧게 전했다.

## 음반 및 노래

### 정규
- 1집 Hustle Real Hard (2011)
- 2집 MULTILLIONAIRE (2015)

### EP
- Thunderground EP (2009)
- CRAZY (2017)

### 비정규
- Love & Life, The Album (2012)
- Ruthless, the Album (2013)
- Reborn (2017)

### 믹스테잎
- Thunderground Musik Mixtape Vol. 1 (2008)
- Thunderground Mixtape Vol.2 (2010)
- Rapsolute Mixtape Vol.1 (더콰이엇과의 합동 믹스테잎) (2010)
- Do It for the Fans (2012)
- South Korean Rapstar (2013)

### 콜라보레이션 음반
- Chapter 1 (올 블랙의 싱글 음반) (2006)
- It's We (라도와의 협업 음반) (2010)
- Flow 2 Flow (더블 케이와의 협업 음반) (2011)
- 11:11 (일리네어 레코즈의 컴필레이션 음반) (2014)
- 니가 싫어하는 노래 (MOST HATED) (박재범 (Jay Park)과의 협업 음반) (2017)
- we.MAKE20 #2 (김범수와 협업 음반) (2018)

#### 디지털 싱글
- 2008년 12월 31일 I'mma Shine
- 2009년 10월 6일 Thunderground Musik in Map the Soul (맵더소울 한정 공개)
- 2009년 10월 26일 Gonzo 20 (맵더소울 한정 공개)
- 2010년 12월 15일 Fantom
- 2011년 3월 28일 That's Me (It's Me Pt.2)
- 2012년 1월 11일 《그쯤에서 해》
- 2012년 2월 9일 Leave Me Alone (Fuck You)
- 2012년 2월 16일 Best Time (In Our Life)
- 2012년 11월 1일 Rapstar
- 2013년 8월 8일 Ruthless Part 1
- 2013년 9월 13일 Ruthless Part 2
- 2014년 8월 22일 We Gotta Know
- 2014년 11월 11일 치키차카초코초
- 2014년 12월 26일 펀치 OST Part 1 (With 전인권)
- 2015년 1월 21일 RIATCH
- 2015년 3월 28일 Multillionaire
- 2015년 6월 5일 #Jeilx (With 1, 더 콰이엇)
- 2016년 2월 13일 Future Flame'
- 2016년 3월 28일 Bad Vibes Only (With 딘)
- 2016년 5월 21일 1llusion
- 2016년 6월 16일 Sprite On You
- 2016년 9월 10일 Just 1llin
- 2016년 10월 4일 Paradise (With JERO)
- 2016년 11월 6일 안투라지 MIXTAPE #2
- 2016년 11월 25일 안투라지 MIXTAPE #6
- 2017년 1월 11일 1LL recognize 1LL
- 2017년 3월 28일 Reborn
- 2017년 11월 17일 Crazy
- 2017년 12월 15일 Only On
- 2018년 3월 28일 1llogic
- 2018년 4월 23일 Be The God
- 2018년 5월 18일 Bliss
- 2018년 10월 3일 그곳에서
- 2018년 12월 3일 말조심
- 2019년 5월 24일 So Far So Good (feat. Ann One & Double K)

## 디스전

### 더 콰이엇에 대한 디스 의혹
'Dirty diggs - Ice Cold Wave Remix'라는 곡에서 쓴 벌스가 더콰이엇을 디스하는 것 아니냐는 추측을 빚으며 나온 의혹이다. 더 콰이엇의 대표곡 진흙 속에 피는 꽃을 비튼 듯한 "뿌리 없는 꽃" 구절과, "'신'이 된 척 '돈'으로 '갑'질하네 똥폼" 삼행시 구절, 병풍에 비유한 가사들이 각각 더콰이엇에게 느낀 실망을 빗댄 것이라는 일부 네티즌의 추측이 있다. 이 추측에 대한 근거는 도끼가 일리네어 타투가 있던 자리에 부처로 덧그린 타투이다.
사실 도끼와 더콰이엇 두 사람의 불화설은 도끼가 일리네어를 탈퇴한 무렵부터 있어왔다. 도끼는 일리네어 레코즈를 탈퇴한 뒤 인스타그램에서 더콰이엇을 언팔로우 했다. 일리네어 타투를 지운 것도 일리네어 탈퇴가 오피셜로 발표된 직후이다.
이후 인터넷에서 리스너들 사이에서만 여러 가지 추측이 난무할 뿐 더 이상의 무언가는 없었다. 그러다가 데이토나 엔터테인먼트의 소속인 브래디스트릿이 자신의 인스타그램 라이브 방송에서 업계인으로서는 처음으로 도끼에 대해 언급했다. "회사 사람들은 모두 도끼의 현재 상황에 대해 안타까워하고 있고, 따로 대응할 계획은 없다. 도끼는 나이가 들어서 자존감이 떨어진 것 같다. 본인 스스로 고립된거다."라는 내용이다. 

## 영화
- 2018년 《변산》 - 심사위원 역 (특별출연)
- 2018년 《리스펙트》 - 본인 역